# モンデ酒造
モンデ酒造株式会社は、山梨県笛吹市にあるワインメーカーである。

## 沿革
1952年、石和町（現・笛吹市）にてワイン、ウォッカを中心とした洋酒の製造・販売を目的とした「東邦酒造（株）」設立。1960年、同社のワインブランド「モロゾフ」にちなみ「モロゾフ酒造（株）」（神戸市にあるモロゾフ製菓とは関係なし）に社名を改める。
1967年、モンドセレクションという食品の品評コンクールにて、「玉露リキュール」と「チェリーブランデー」をそれぞれ出品し、前者が金賞、後者も銀賞受賞を果たす。
1972年に、現在の社名に変更された。これはフランス語で「世界」、ラテン語で「宇宙」を意味する「MONDE」を社名にしたことで、世界規模の洋酒を造るという精神を社名に体現したものである。
2005年、2010年には同社製品が、ワインの品評会「国際ワインコンテスト」で上位入賞を果たした。

## 主要商品
- ワイン
- スィートワイン
- リキュール、梅酒
- スピリッツ
- ウィスキー
- ブランデー
- 清涼飲料

## 受賞歴
「日本ワインコンクール（Japan Wine Competition）」
- 第8回 2010年（平成22年）金賞受賞[2]
  - 欧州系・赤「モンテリア 豊富畑」
- 第10回 2012年（平成24年）金賞受賞[3]
  - 国内改良・赤、コストパフォーマンス「モンテリアルージュ」

## 関連記事
- TBSラジオ エキサイトベースボール

1959年頃、当時の東邦酒造1社冠提供の番組として「モロゾフナイター（または予備番組「モロゾフ・ハイファイタイム」）」を協賛していた。